# Чемпионат СССР по лыжным гонкам 1934
7-е лично-командное первенство СССР на I всесоюзном горнолыжном празднике проходило в Свердловске с 12 по 14 марта 1934 года.
Соревнования проводились по четырём дисциплинам — гонки на 15 и 30 км (мужчины), гонка на 5 и 10 км (женщины)
Вне конкурса участвовали лыжники рабочих спортивных союзов Швеции, Норвегии и Чехословакии.

## Медалисты

### Мужчины
|                | Золото                       | Серебро                      | Бронза                             |
| -------------- | ---------------------------- | ---------------------------- | ---------------------------------- |
| Гонка на 15 км | Сивонен Гейк РККА Карелия    | Васильев Дмитрий ЦДКА Москва | Кахановский Бронислав ГЦИФК Москва |
| Гонка на 30 км | Васильев Дмитрий ЦДКА Москва | Кадрилеев Трофим Свердловск  | Оксанен Вилахо «Динамо» Свердловск |

### Женщины
|                | Золото                           | Серебро                          | Бронза                           |
| -------------- | -------------------------------- | -------------------------------- | -------------------------------- |
| Гонка на 5 км  | Юткина Евгения РККА Москва       | Минина Мария «Динамо» Карелия    | Додонова Валентина «Динамо» Тула |
| Гонка на 10 км | Шестакова Мария «Динамо» Горький | Додонова Валентина «Динамо» Тула | Кульман Ирина ЦДКА Москва        |